# The Twilight Sad
The Twilight Sad es un grupo de indie rock y noise rock de Kilsyth, Escocia, formado por James Graham (voz), Gareth Gilkeson (guitarra, acordeón, teclado y producción) y Mark Devine (batería y programación).

## Discografía

### Álbumes
- Fourteen Autumns & Fifteen Winters (2007), FatCat Records
- Forget the Night Ahead (2009), FatCat Records
- No One Can Ever Know (2012), FatCat Records
- Nobody Wants to Be Here and Nobody Wants to Leave (2014), FatCat Records
- It Won/t Be Like This All the Time (2019), FatCat Records

### EP
- The Twilight Sad (2006)
- Here, It Never Snowed. Afterwards It Did (2008)
- The Wrong Car (2010)
- N/O/C/E/K Tour EP (2012)
- Òran Mór Session (2014)